# حساس درجة حرارة سائل تبريد المحرك

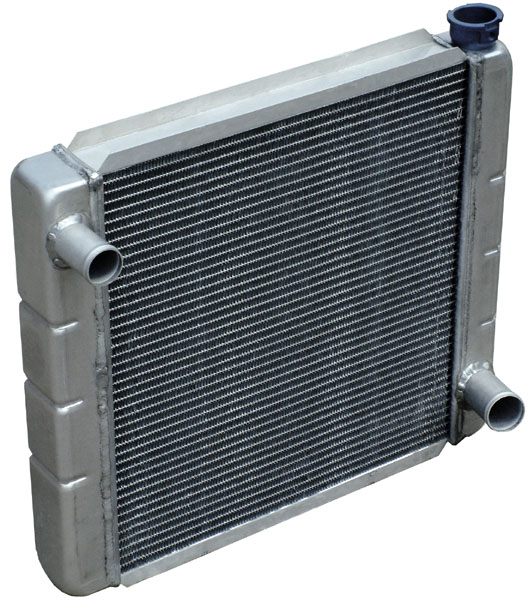

حساس درجة حرارة سائل تبريد المحرك (بالإنجليزية:Engine coolant temperature sensor وتختصر ECT) هو حساس يستخدم لقياس درجة حرارة سائل التبريد لمحركات الاحتراق الداخلي. ترسل قراءات هذا الحساس كتغذية راجعة إلى وحدة التحكم في المحرك.وتستخدم هذه القراءات في تحديد نسبة كل من الهواء و الوقود في المزيج.
في بعض السيارات يستخدم هذا الحساس لتشغيل مروحة التبريد.